# 존 로스 보위

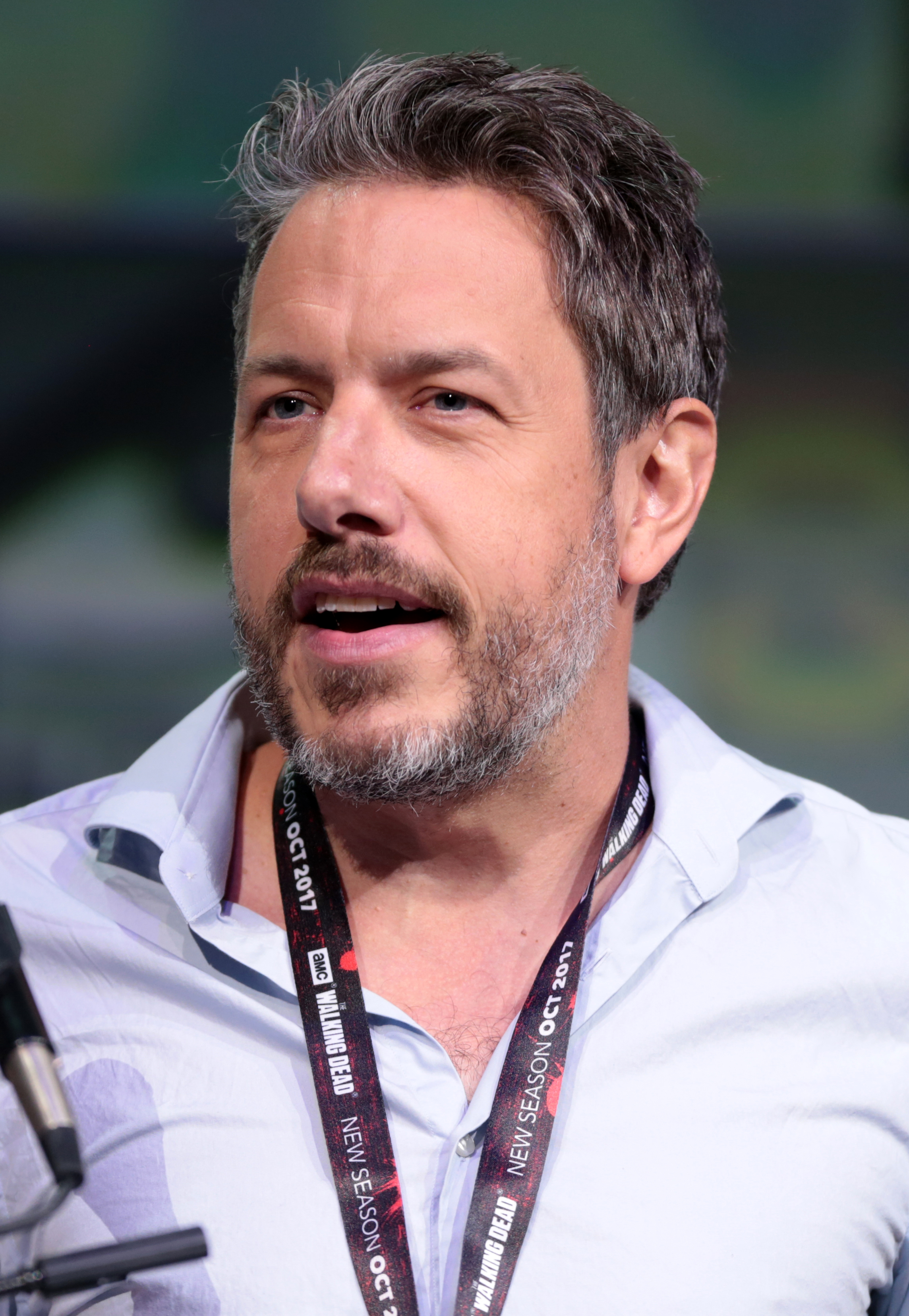

존 로스 바우이(John Ross Bowie, 영어 발음: /ˈbaʊi/, 1971년 5월 30일 ~ )는 미국의 배우, 모델, 각본가이다.
뉴욕에서 태어났다.

## 출연 작품
- 스피치리스 (2016년)
- 비트윈 어스 (2016년)
- 타이트 (2010년)
- 그는 당신에게 반하지 않았다 (2009년)
- 더 마이티 B! (2008년)
- 아동병원 (2008년)
- 섹스 드라이브 (2008년)
- 와일드 걸스 곤 (2007년)
- 철없는 그녀의 아찔한 연애코치 (2007년)
- 산타클로스 3 (2006년)
- 라이프 오브 더 파티 (2005년)
- 반대표 - 바비 듀크스 이야기 (2004년)
- 로드 트립 (2000년)
- 스피치리스

### 텔레비전
- 빅뱅 이론 (2009, 2011-19) - 크립키 역